# Leptynoma maculata
Leptynoma maculata är en tvåvingeart som först beskrevs av Elisabeth K. Stuckenberg 1960.  Leptynoma maculata ingår i släktet Leptynoma och familjen Vermileonidae. Inga underarter finns listade i Catalogue of Life.